# 三島村立三島片泊学園
三島村立三島片泊学園（みしまそんりつ みしまかたとまりがくえん）は鹿児島県鹿児島郡三島村の西部、黒島にある村立の義務教育学校である。

## 概要
黒島の西部に位置する片泊集落にある義務教育学校である。また、しおかぜ留学制度があり、島外からの留学生を受け入れている。県内の公立高等学校のうち全日制普通科に設定されている学区の制限を受けない義務教育学校のひとつである。

## 沿革
- 1884年（明治17年） - 廃仏毀釈によって明治3年に廃寺となった清月寺の元僧侶である日高新左衛門によって私塾として設立される[2]。
- 1930年（昭和5年） - 硫黄島尋常小学校片泊分教場を設置[3][4]。
- 1941年（昭和16年） - 国民学校令が施行され、硫黄島国民学校片泊分教場に改称[4]。
- 1947年（昭和22年） - 黒島小学校片泊分教場に改称[4]。
- 1949年（昭和24年） - 黒島小学校から独立し片泊小学校となる[5]。中学校は黒島分校が廃止され、新たに三島中学校片泊分校が併置された[5][6]。
- 1952年（昭和27年）2月10日 - トカラ列島の本土復帰に伴い、十島村（じっとうそん）の境界を北緯30度線（口之島を除く）以北に変更し、同時に村名を改称し三島村となる[7][8]。
- 1956年（昭和31年） - 中学校が三島中学校から独立し、片泊小中学校となる[9]。
- 2020年（令和2年）4月1日 - 三島村立片泊小中学校を廃止し、義務教育学校への移行に伴って三島村立三島片泊学園を設置[10]。

## 周辺
- 片泊港
- 片泊簡易郵便局